# South Lebanon Water Establishment
Die South Lebanon Water Establishment (SLWE; arabisch مؤسسة مياه لبنان الجنوبي, DMG Muʾassasat Miyāh Lubnān al-ǧanūbī) ist eine südlibanesische Wasserbehörde, die im Süd-Libanon für die Versorgung mit Trinkwasser und die Entsorgung von Abwasser zuständig ist.
Nach dem Libanonkrieg 2006 lag die Wiederherstellung der Wasserinfrastruktur in der Zuständigkeit der SLWE. Unterstützung bekam die Behörde dabei unter anderem von UNICEF, USAID und THW.